# María Soledad Láscar
María Soledad Láscar Merino (30 de marzo de 1961) es una abogada y notaria chilena. Fue vicepresidenta ejecutiva de la Empresa de Abastecimiento de Zonas Aisladas durante el gobierno de Eduardo Frei Ruíz Tagle y gerenta general de CorreosChile del Gobierno de Ricardo Lagos, exconcejala por la comuna de Peñaflor en el período 1992-1996

## Familia y estudios
María Soledad Láscar Merino es abogada, expolítica, Notaria Titular desde 2005.
Nació en Santiago el 30 de marzo de 1961.
Estudió Derecho en la Universidad de Chile en Valparaíso y se tituló en 1989. Hizo un postítulo en Administración y Finanzas en la FEN de la Universidad de Chile y cursó un MBA en la Universidad Politécnica de Madrid. 
Está casada desde 1984 con Víctor Manuel Rebolledo, quien fuera luego ministro de Estado, parlamentario y embajador. Tiene 2 hijas, Francisca y Daniela, también abogadas. 
Es hija única de padre inmigrante libanés. Cursó enseñanza básica en el Grange School y la secundaria en el Liceo Público de Peñaflor.

## Carrera
Entre 1983 y 1987 militó en el Partido Radical de Chile y luego participó en la fundación del Partido Por la Democracia, partido del que sería dirigenta hasta 2003.
Durante la dictadura de Augusto Pinochet trabajó varios años en el Departamento Jurídico de la Comisión de Derechos Humanos, luego fue Jefa del Archivo General del Registro Civil entre 1990 y 1994, durante el gobierno del Presidente Patricio Aylwin. En el gobierno de Eduardo Frei Ruíz Tagle fue nombrada vicepresidenta ejecutiva de la Empresa estatal de Abastecimiento de Zonas Aisladas (EMAZA), cargo que ejerció hasta 1998.
En 1992 fue elegida miembro del Concejo Municipal de Peñaflor para el período 1992-1996.
En 1998 viajó a Italia tras el nombramiento de su marido como embajador ante la Organización para la Alimentación y la Agricultura (FAO).
En 2000 el presidente Ricardo Lagos la nombró como primera mujer gerenta general de la empresa pública  Correos de Chile. 
En 2005 fue designada Notario de la ciudad de Salamanca, luego en Antofagasta en 2009 y finalmente en Santiago, donde ejerce desde 2018 hasta hoy.

## Historial electoral

### Elecciones municipales de 1992
- Elecciones municipales de 1992, para la alcaldía de Peñaflor[1]

(Se consideran sólo los candidatos que resultaron elegidos para el Concejo Municipal)
| Candidato                   | Pacto | Partido | Votos  | %     | Resultado |
| --------------------------- | ----- | ------- | ------ | ----- | --------- |
| Osvaldo Huerta Pino         |       | PDC     | 2.907  | 8,70  | Concejal  |
| Juan Carlos López Urrutia   |       | PDC     | 2.182  | 6,53  | Concejal  |
| Francisco Kellendonk Durán  |       | PDC     | 13.648 | 40,86 | Alcalde   |
| María Soledad Láscar Merino |       | PPD     | 2.726  | 8,16  | Concejala |
| Antonio Venegas Hernández   |       | PS      | 850    | 2,54  | Concejal  |
| Carlos Cassina Repetto      |       | UDI     | 2.021  | 6,05  | Concejal  |